# 1810
1810. је била проста година.

## Догађаји

### Јануар
- 1. јануар-2. јануар — Скупштина у Београду (1810)
- 6. јануар — Миром у Истанбулу Османско царство је предало Русији полуострво Крим и област Кубањ.
- 27. јануар — Основана је Српска велика православна гимназија која данас носи назив Гимназија „Јован Јовановић Змај“.

### Мај
- 25. мај — У Рио де ла Плати у Аргентини почела побуна против шпанског колонијалног режима, а власт је преузела привремена влада.

### Август
- 26. август — Батинска битка (1810)

### Септембар
- 16. септембар — Мигел Идалго, парохијски свештеник у Долоресу, Гванахуато, је одржао говор Вапај Долореса својим парохијанима, започевши Мексички рат за независност од Шпаније.
- 18. септембар — У Чилеу је почео устанак против шпанске колонијалне власти под вођством Бернарда О'Хигинса.

### Октобар
- 17. октобар-18. октобар - Битка за Лозницу
- 27. октобар — САД су анектирале бившу шпанску колонију Западну Флориду.

## Рођења

### Март
- 1. март — Фредерик Шопен, пољски композитор и пијанист.

### Мај
- 18. мај — Јохан Питер Хазенклевер, немачки сликар. († 1853)
- 10. октобар — Камило Бенсо ди Кавур, италијански политичар

## Смрти

### Фебруар
- 24. фебруар — Хенри Кевендиш, енглески научник. (*1731).